# Antonio Lanza (vescovo)
Antonio Lanza (Mussomeli, 28 agosto 1728 – Agrigento, 24 maggio 1775) è stato un vescovo cattolico italiano,  77º vescovo di Agrigento.

## Biografia

### Carriera ecclesiastica
Nacque a Mussomeli il 28 agosto 1728. Appartenente alla congregazione dei Chierici regolari teatini, il 3 settembre 1752 fu ordinato sacerdote, divenendone di fatto uno dei principali membri. Venne designato vescovo il 20 novembre 1769 e ordinato a Roma il 30 novembre dello stesso anno dal cardinale Marcantonio Colonna. Arrivò ad Agrigento il 29 aprile 1770, aiutando i poveri e pagando i loro pegni al Monte dei Pegni.
Morì ad Agrigento il 24 maggio 1775.

## Genealogia episcopale
La genealogia episcopale è:
- Cardinale Scipione Rebiba
- Cardinale Giulio Antonio Santori
- Cardinale Girolamo Bernerio, O.P.
- Arcivescovo Galeazzo Sanvitale
- Cardinale Ludovico Ludovisi
- Cardinale Luigi Caetani
- Cardinale Ulderico Carpegna
- Cardinale Paluzzo Paluzzi Altieri degli Albertoni
- Papa Benedetto XIII
- Papa Benedetto XIV
- Papa Clemente XIII
- Cardinale Marcantonio Colonna
- Vescovo Antonio Lanza, C.R.